# Darkest Hour (film)
Darkest Hour is een Britse biografische film uit 2017 die geregisseerd werd door Joe Wright. De hoofdrollen worden vertolkt door Gary Oldman, Ben Mendelsohn en Kristin Scott Thomas.
De historisch nauwkeurig afgeschilderde gebeurtenissen spelen zich af in mei - juni 1940, in het tweede jaar van de Tweede Wereldoorlog, wanneer Winston Churchill aantreedt als premier van een oorlogskabinet en zich begint te bewijzen als de onbuigzame leider van de Britten in de strijd tegen Nazi-Duitsland.
In de film komen enkele van zijn bekendste speeches voor, die hij hield in het Britse parlement en ook tot het publiek via de BBC-radio: zijn fameuze speeches voor het Lagerhuis Blood, toil, tears, and sweat (13 mei 1940) en We Shall Fight on the Beaches (4 juni 1940), en zijn radiotoespraak Be ye men of valour (19 mei 1940).

## Verhaal
Tijdens een kabinetscrisis wordt de conservatieve politicus en First Lord of the Admiralty (Minister van Marine) Winston Churchill door de toenmalige Britse koning George VI gevraagd premier te worden in plaats van Neville Chamberlain, met wiens aftreden een eind kwam aan het Kabinet-Chamberlain II. Daags na het parlementair debat over de verliezen in Noorwegen en juist op het moment dat Nazi-Duitsland de militaire operatie Fall Gelb begint, krijgt hij als kersverse premier van het aantredende Kabinet-Churchill I meteen een van zijn moeilijkste opdrachten: hij staat voor de lastige keuze zijn aversie te overwinnen tegen vredesonderhandelingen met het oorlogszuchtige Duitsland, of in deze precaire situatie de strijd voort te zetten om het Britse grondgebied en de idealen van de Britse natie te beschermen.
Op 10 mei 1940, de dag van de Duitse inval in Nederland, België, Luxemburg en Frankrijk, wordt Churchill gevraagd een oorlogskabinet aan te voeren. Al snel noodzaakt de Blitzkrieg tot de evacuatie van het zich alsmaar terugtrekkende Britse expeditieleger vanuit Duinkerke tussen 27 mei en 4 juni 1940. In dit oorlogskabinet ondervindt hij als nieuwe premier tegenwerking van de zijde van zijn partijgenoten Lord Halifax en ex-premier Chamberlain, die nog steeds een vredelievende koers voorstaan en als de Slag om Frankrijk door de Geallieerden verloren wordt openstaan voor onderhandelingen via de Italiaanse leider Benito Mussolini. Churchill trotseert hun defaitisme en wil juist het Britse volk bezielen voor een zwaar te bevechten overwinning in plaats van een eerloze vrede.
De film toont ook hoe de zich als oorlogsleider ontpoppende politicus middels retoriek het moreel hoog wil houden en de strijdlust van de bevolking wil stimuleren. Ofschoon de Britse troepen op het Europese vasteland in het nauw gedreven werden en er na de Slag om Duinkerke zelfs een Duitse invasie dreigde, sprak Churchill in zijn voorstelling van zaken en tot afschuw van zijn politieke rivalen in het kabinet feitelijk ongegrond reeds van een "opmars" tegen de vijand.

Kort na de evacuatie van die Britse troepen middels Operatie Dynamo vanuit Duinkerke hield Churchill de inspirerende toespraak met deze legendarische woorden tot het Britse volk, die ook in de film voorkomt: 
We shall defend our island, whatever the cost may be, we shall fight on the beaches, we shall fight on the landing grounds, we shall fight in the fields and in the streets, we shall fight in the hills; we shall never surrender. (We zullen ons eiland verdedigen, wat het ook zal kosten, we zullen vechten op de stranden, we zullen vechten op de landingsplaatsen, we zullen vechten in de velden en op de straten, we zullen vechten in de heuvels. We zullen ons nooit overgeven.)
Churchill wist middels zijn persoonlijke vriendschap met de president van de Verenigde Staten Franklin Delano Roosevelt het Verenigd Koninkrijk te verzekeren van de aanvoer van goederen via de Atlantische Oceaan. Daarna zou een nieuwe fase in de strijd aanbreken, die hij na de capitulatie van de Franse generaal Maxime Weygand in zijn Finest hour-speech op 18 juni 1940 zelf reeds betitelde als de naderende Battle of Britain.

## Rolverdeling
| Acteur               | Personage                                  |
| -------------------- | ------------------------------------------ |
| Gary Oldman          | Winston Churchill                          |
| Kristin Scott Thomas | Clementine Churchill                       |
| Ben Mendelsohn       | Koning George VI                           |
| Lily James           | Elizabeth Layton                           |
| Ronald Pickup        | Neville Chamberlain                        |
| Stephen Dillane      | Graaf van Halifax Edward Wood              |
| Nicholas Jones       | Sir John Simon                             |
| Samuel West          | Sir Anthony Eden                           |
| David Schofield      | Clement Attlee                             |
| Richard Lumsden      | generaal Hastings Lionel Ismay             |
| Malcolm Storry       | generaal William Edmund Ironside           |
| Hilton McRae         | Arthur Greenwood                           |
| Benjamin Whitrow     | Sir Samuel Hoare                           |
| Joe Armstrong        | John Evans                                 |
| Adrian Rawlins       | Air Chief Marshal Hugh Dowding             |
| David Bamber         | admiraal Bertram Ramsay                    |
| Paul Leonard         | admiraal Dudley Pound                      |
| Olivier Broche       | Paul Reynaud                               |
| David Strathairn     | president Franklin Delano Roosevelt (stem) |

## Achtergrond
Op 5 februari 2015 werd aangekondigd dat Working Title Films het spec script Darkest Hour van scenarist Anthony McCarten zou verfilmen. In maart 2016 raakte bekend dat Joe Wright het scenario over Winston Churchills eerste dagen tijdens de Tweede Wereldoorlog zou regisseren. In april 2016 werd Gary Oldman gecast als hoofdrolspeler. In november 2016 werd de casting van Ben Mendelsohn en Kristin Scott Thomas bekendgemaakt.
John Hurt werd aanvankelijk gecast als het personage Neville Chamberlain, maar omdat de acteur een behandeling tegen alvleesklierkanker onderging, moest hij uiteindelijk afhaken. Ronald Pickup werd gecast als zijn vervanger. In januari 2017 overleed Hurt.
De opnames van de film gingen op 3 november 2016 van start. Oldman zat gedurende de volledige opnameperiode in totaal maar liefst 200 uur in de make-up stoel en rookte tijdens de opnames maar liefst 400 sigaren.
Eind november 2016 raakte bekend dat Dario Marianelli de soundtrack zou componeren.
Darkest Hour ging op 1 september 2017 in première op het Filmfestival van Telluride.

## Boek
Kort voordat de film in première ging verscheen ook het boek Darkest Hour - How Churchill Brought England Back from the Brink van Anthony McCarten waarop het script werd gebaseerd.

## Ontvangst

### Critici
Op Rotten Tomatoes behaalt de film een Certified Fresh rating van 86%, gebaseerd op 246 recensies met een gemiddelde van 7,4/10.
Metacritic komt op een score van 75/100, gebaseerd op 50 recensies.

## Prijzen en nominaties
De belangrijkste:
| Jaar | Prijs                                | Categorie                                                       | Genomineerde(n)                                                | Uitslag     |
| ---- | ------------------------------------ | --------------------------------------------------------------- | -------------------------------------------------------------- | ----------- |
| 2018 | Golden Globes                        | Beste acteur in een dramafilm                                   | Gary Oldman                                                    | Gewonnen    |
| 2018 | Critics' Choice Awards               | Beste film                                                      | Beste film                                                     | Genomineerd |
| 2018 | Critics' Choice Awards               | Beste acteur                                                    | Gary Oldman                                                    | Gewonnen    |
| 2018 | Critics' Choice Awards               | Beste grime en haarstijl                                        | Beste grime en haarstijl                                       | Gewonnen    |
| 2018 | Critics' Choice Awards               | Beste filmmuziek                                                | Dario Marianelli                                               | Genomineerd |
| 2018 | Satellite Awards                     | Beste acteur                                                    | Gary Oldman                                                    | Gewonnen    |
| 2018 | Satellite Awards                     | Beste filmmuziek                                                | Dario Marianelli                                               | Genomineerd |
| 2018 | Satellite Awards                     | Beste cinematografie                                            | Bruno Delbonnel                                                | Genomineerd |
| 2018 | Satellite Awards                     | Beste montage                                                   | Valerio Bonelli                                                | Genomineerd |
| 2018 | Satellite Awards                     | Beste geluidseffecten                                           | Beste geluidseffecten                                          | Genomineerd |
| 2018 | American Society of Cinematographers | Outstanding Achievement in Cinematography in Theatrical Releaes | Bruno Delbonnel                                                | Genomineerd |
| 2018 | BAFTA Awards                         | Beste film                                                      | Beste film                                                     | Genomineerd |
| 2018 | BAFTA Awards                         | Beste acteur                                                    | Gary Oldman                                                    | Gewonnen    |
| 2018 | BAFTA Awards                         | Beste vrouwelijke bijrol                                        | Kristin Scott Thomas                                           | Genomineerd |
| 2018 | BAFTA Awards                         | Beste cinematografie                                            | Bruno Delbonnel                                                | Genomineerd |
| 2018 | BAFTA Awards                         | Beste Britse film                                               | Beste Britse film                                              | Genomineerd |
| 2018 | BAFTA Awards                         | Beste grime en haarstijl                                        | David Maliowski, Ivana Primorac, Lucy Sibbick & Kazuhiro Tsuji | Gewonnen    |
| 2018 | BAFTA Awards                         | Beste kostuums                                                  | Jacqueline Durran                                              | Genomineerd |
| 2018 | BAFTA Awards                         | Beste filmmuziek                                                | Dario Marianelli                                               | Genomineerd |
| 2018 | BAFTA Awards                         | Beste productieontwerp                                          | Sarah Greenwood & Katie Spencer                                | Genomineerd |
| 2018 | Academy Awards                       | Beste film                                                      | Beste film                                                     | Genomineerd |
| 2018 | Academy Awards                       | Beste acteur                                                    | Gary Oldman                                                    | Gewonnen    |
| 2018 | Academy Awards                       | Beste productieontwerp                                          | Sarah Greenwood & Katie Spencer                                | Genomineerd |
| 2018 | Academy Awards                       | Beste camerawerk                                                | Bruno Delbonnel                                                | Genomineerd |
| 2018 | Academy Awards                       | Beste grime en haarstijl                                        | Kazuhiro Tsuji, David Maliowski & Lucy Sibbick                 | Gewonnen    |
| 2018 | Academy Awards                       | Beste kostuums                                                  | Jacqueline Durran                                              | Genomineerd |